# Upper Dicker
Upper Dicker är en by i East Sussex i England. Byn är belägen 14 km 
från Lewes. Orten har 676 invånare (2015).